# Trizay
Trizay és un municipi francès situat al departament del Charente Marítim i a la regió de la Nova Aquitània. L'any 2007 tenia 1.270 habitants.

## Demografia

### Població
El 2007 la població de fet de Trizay era de 1.270 persones. Hi havia 473 famílies de les quals 90 eren unipersonals (51 homes vivint sols i 39 dones vivint soles), 170 parelles sense fills, 193 parelles amb fills i 20 famílies monoparentals amb fills.
La població ha evolucionat segons el següent gràfic:
Habitants censats

### Habitatges
El 2007 hi havia 537 habitatges, 472 eren l'habitatge principal de la família, 28 eren segones residències i 36 estaven desocupats. 529 eren cases i 5 eren apartaments. Dels 472 habitatges principals, 386 estaven ocupats pels seus propietaris, 77 estaven llogats i ocupats pels llogaters i 9 estaven cedits a títol gratuït; 5 tenien una cambra, 21 en tenien dues, 38 en tenien tres, 139 en tenien quatre i 269 en tenien cinc o més. 400 habitatges disposaven pel capbaix d'una plaça de pàrquing. A 187 habitatges hi havia un automòbil i a 263 n'hi havia dos o més.

### Piràmide de població
La piràmide de població per edats i sexe el 2009 era:
| Homes | Edats   | Dones |
| ----- | ------- | ----- |
| 0     | 95 o +  | 8     |
| 0     | 90 a 94 | 16    |
| 8     | 85 a 89 | 40    |
| 8     | 80 a 84 | 4     |
| 16    | 75 a 79 | 16    |
| 12    | 70 a 74 | 16    |
| 44    | 65 a 69 | 28    |
| 24    | 60 a 64 | 36    |
| 28    | 55 a 59 | 24    |
| 44    | 50 a 54 | 12    |
| 52    | 45 a 49 | 80    |
| 32    | 40 a 44 | 44    |
| 40    | 35 a 39 | 20    |
| 36    | 30 a 34 | 52    |
| 28    | 25 a 29 | 32    |
| 32    | 20 a 24 | 36    |
| 40    | 15 a 19 | 32    |
| 16    | 10 a 14 | 12    |
| 24    | 5 a 9   | 44    |
| 24    | 0 a 4   | 40    |

## Economia
El 2007 la població en edat de treballar era de 747 persones, 544 eren actives i 203 eren inactives. De les 544 persones actives 499 estaven ocupades (264 homes i 235 dones) i 46 estaven aturades (13 homes i 33 dones). De les 203 persones inactives 88 estaven jubilades, 42 estaven estudiant i 73 estaven classificades com a «altres inactius».

### Ingressos
El 2009 a Trizay hi havia 479 unitats fiscals que integraven 1.272 persones, la mediana anual d'ingressos fiscals per persona era de 17.775 €.

### Activitats econòmiques
Dels 41 establiments que hi havia el 2007, 1 era d'una empresa extractiva, 1 d'una empresa alimentària, 1 d'una empresa de fabricació de material elèctric, 1 d'una empresa de fabricació d'altres productes industrials, 15 d'empreses de construcció, 8 d'empreses de comerç i reparació d'automòbils, 6 d'empreses d'hostatgeria i restauració, 1 d'una empresa d'informació i comunicació, 1 d'una empresa immobiliària, 3 d'empreses de serveis i 3 d'entitats de l'administració pública.
Dels 16 establiments de servei als particulars que hi havia el 2009, 1 era un taller de reparació d'automòbils i de material agrícola, 1 paleta, 2 guixaires pintors, 5 fusteries, 3 lampisteries, 1 electricista i 3 restaurants.
Dels 2 establiments comercials que hi havia el 2009, 1 era una fleca i 1 una carnisseria.
L'any 2000 a Trizay hi havia 33 explotacions agrícoles que ocupaven un total de 1.088 hectàrees.

## Equipaments sanitaris i escolars
El 2009 hi havia una escola elemental.

## Poblacions més properes
El següent diagrama mostra les poblacions més properes.